# Кононов Олександр Гаврилович
Олександр Гаврилович Кононов (1896 — розстріляний 2 жовтня 1937, місто Харків) — радянський партійний діяч, парторг Південно-Західної залізниці, секретар Київського обкому КП(б)У із транспорту. Член ВУЦВК.

## Біографія
Член РСДРП(б) з березня 1917 року.
Перебував на відповідальній партійній роботі.
До грудня 1932 року — партійний організатор Південно-Західної залізниці.
У грудні 1932 — 1934 року — секретар Київського обласного комітету КП(б)У із транспорту.
З 1934 року — завідувач організаційного відділу Київського обласного комітету КП(б)У.
До липня 1937 року — начальник Харківського обласного управліня місцевої промисловості.
24 липня 1937 року заарештований органами НКВС. За вироком Військової колегії Верховного Суду СРСР 1 жовтня 1937 року засуджений до страти, розстріляний наступного дня в Харкові.
Посмертно реабілітований 8 грудня 1956 року.